# Култура на Северна Македония
Културата на Северна Македония е културата на Република Северна Македония, страна в Балканския полуостров.

## Архитектура
Изключително важни археологически обекти на територията на съвременната Северна Македония са тези в Стоби в Градско, Хераклея Линкестис, църквата „Света София“ в Охрид и Скупи в Скопие. Винишките теракотени икони са открити във Винишкото кале (близо до Виница), а мозайката на базиликата в Хераклея Линкестис е ранновизантийска мозайка. Има много останки от римско време и раннохристиянския период.
Известни архитекти и стенописци са работили върху множество църкви в днешна Северна Македония, а само в Охрид има над тридесет църкви.ЮНЕСКО обявява, че град Охрид и неговото езеро трябва да бъдат защитени, тъй като те са важни световната история. Няколко църкви, като срен най-известните е „Свети Пантелеймон“, свидетелстват за времето на просветителя Климент Охридски. Наред с други културни паметници, църквите от XI и XII век на средновековна България са известни в целия свят, характеризиращи се с уникална архитектура и безценни стенописи и икони.
Открити са множество паметници на ислямската култура като джамии, базари и бани от Османската епоха. През XIV век Скопие е описано като важен търговски център с покрития пазар баните Даут паша и джамията Мустафа паша. Друг важен паметник на ислямската култура във Вардарска Македония е Шарената джамия в Тетово. Голям брой паметници са издигнати след освобождението на града, като един от най-интересните е мемориалът, посветен на Илинденско-Преображенското въстание в Крушево. Други паметници, известни със своята красота и изразителност, могат да бъдат намерени в Прилеп, Куманово, Велес и Щип.

## Изкуство
Основателите на съвременната северномакедонска живопис са Лазар Личеноски, Никола Мартиноски, Димитър Аврамовски-Пандилов и Вангел Коджоман. Творчеството им се развива още повече при следващото поколение, което също се доказва като изключително талантливо и ползотворно. Негови представители са Борко Лазески, Димитър Кондовски, Петър Мазев, Родолюб Анастасов и много други.
Сред съвременните северномакедонски художници са Александър Станковски, Жанета Вангели, Мая Джартовска и Гордана Апостоловска.
Освен Димо Тодоровски, който се смята за основател на съвременната македонска скулптура, трябва да се отбележат и произведенията на Петър Хаджибошков, Боро Митрикески, Новак Димитровски и Томе Серафимовски.

## Кино
Историята на киното на територията на днешна Северна Македония датира отпреди 110 години. Първият филм, създаден на територията на днешната държава, е направен през 1895 г. от братята Янаки и Милтън Манаки в Битоля, с което се стартира традиция на създаване на филми в региона, продължаваща и до днес.
През XX век главната роля на киното се смята изобразяването на историята, културата и ежедневието на северномакедонския народ. През годините много северномакедонски филми са представени на филмови фестивали по целия свят и няколко от тях са носители на престижни награди. Най-известният северномакедонски режисьор е Милчо Манчевски, чийто дебютен игрален филм Преди дъжда бива номиниран за награда на Академията.

## Музика
Северна Македония има изключително богато музикално наследство. Проучванията на Сотир Голабовски и Октоехос относно традицията на македонските духовни и църковни хорни химни са важен принос за македонската и балканската културна история. Асоциацията на композиторите в Македония има 60 членове.
Македонската филхармония, създадена през 1944 г. в Народна република Македония, е най-старата културна институция в областта на музиката. Има шест камерни ансамбли, като „Танец“, които представляват богатството на северномакедонския фолклор и песни, а има и десет други действащи фолклорни състава. Освен това, във филхармонията работят още три професионални и двадесет самодейни хорове. Всяка година около 50 000 души посещават концерти на Македонския филхармония и различните ансамбли за народни танци и други културни и артистични сдружения. В допълнение към концертите, проведени като част от Охридския летен фестивал, в Битоля преди няколко години бива създаден ежегоден фестивал на класическата музика. Джаз фестивалът в Скопие също се превръща в изключително престижно музикално събитие, тъй като в него участват много от най-известните джаз изпълнители.
Фолклорната музика е една от най-ценните области на северномакедонската култура и всяка година се провеждат няколко фолклорни фестивала. Най-старият е „Фолкфест“, който се провежда във Валандово, а Фестивалът на староградските песни в Охрид и Илинденските дни на народната песен в Битоля са събития, отбелязващи традиционните македонски песни. Мак-фест в Щип и Скопският фестивал са двата най-известни фестивала на популярна музика.
Рок групата Леб и сол, с оригиналната си музика, в която са вложени традиционни фолклорни теми и ритми с модерно влияние, е активна от над двадесет години и става широко известна както в, така и извън Северна Македония.

## Театър
В Северна Македония има 13 професионални театри. От 1993–1994 г. в новосформираната република са проведени 1596 представления, на които са присъствали над 330 000 души. Македонският национален театър (драматични, оперни и балетни трупи), драматичният театър, театърът на националностите (албански и турски драматични компании) и другите театрални трупи се състоят от около 870 професионални актьори, певци, балетисти, режисьори, драматурзи, сценографи и дизайнери на костюми и т.н. Има и професионален театър за деца и три любителски театри. През последните тридесет години в Прилеп се провежда традиционен фестивал на македонските професионални театри в чест на Войдан Чернодрински, основател на съвременния македонски театър. Всяка година в Кочани се провежда фестивал на самодейните и експериментални северномакедонски театрални трупи.
Думата Карагьоз е турска дума, която буквално означава „черно око“, но е специфичен тип театър в Северна Македония, както в много други балкански страни. Този живописен, оригинален и изключително популярен театър достига Балканите от Далечния Изток.
Карагьозкият театър идва на Балканите заедно с Османската империя. Името на този театър се споменава в региона, като се започва от XI или поне от XIV век. Турска легенда говори за произхода на построяването на голяма джамия в Бурса и нейните конструктори, сред които били двама приятели и разказвачи, известни като Карагьоз и Хадживат. Вместо да работят, те сядат и разказват комични истории на работниците. Изпълненията им са толкова привлекателни за публиката, че строителството на джамията напълно спира, а строителната площадка се превръща в театър. Когато султанът чул какво се е случило, той се вбесил и наредил екзекуцията на двамата приятели. Карагьоз и Хадживат не успели да избягат от съдбата си, но гражданите на Бурса били ужасно тъжни от загубата на двамата герои. Султанът осъзнал глупостта си и се опитал да я поправи, като наредил двамата разказвачи да бъдат съживени. Неспособенобаче да ги върне към живота, султанът ги поддържал живи под формата на малки, прозрачни марионетки, изработени от тънка и оцветена кожа. Ако те били поставени пред бяла завеса с горяща свещ зад нея, започвали да танцуват, сякаш са живи.
Въпреки че този театър включва редица герои-марионетки, неговата изявена театралност възниква от сложната връзка между централните му маски Карагьоз и Хадживат. Карагьоз олицетворява обикновен грък в Османската империя. Облечен е просто като всички други минувачи по улиците на Цариград. Говори ясно и на разбираем за обикновените хора език. Той е едновременно умен и глупав, наивен и остроумен. Въпреки че е беден като куче, той желае само да яде хляба си без разсейване или намеса. Също толкова важно е дразненето на постоянно гневния му враг, чието име е Хадживат и който е малко бавен, но не непременно глупав. Хадживат говори замислено, използвайки архаични думи, като се преструва, че е мъдър, а в действителност е скучен педант, твърд, покварен, опортюнист, който постоянно подчертава своя аристократичен произход. Театър Карагьоз е турският народен хумор в най-добрия си вид. Известният турски пътешественик и дипломат Евлия Челеби пътува на Балканите през първата половина на XVII век и пише за своите пътувания в десет книги, в които обсъжда изпълненията на театъра в Босна, Сърбия и в столицата на републиката Скопие.